# Binnenschiffsklasse VIa
Die Binnenschiffsklasse VI ist eine Binnenschiffsklasse für Schubverbände nach Maßgabe der Europäischen Verkehrsministerkonferenz (CEMT).
Die Spezifikation ist in  Binnenschiffsklasse VIa, Binnenschiffsklasse VIb und Binnenschiffsklasse VIc  unterteilt.
- Binnenschiffsklasse VIa: Länge max. 95–110 m; Breite max. 22,8 m; Tiefgang 2,5–4,5 m; Tonnage max. 3.200–6.000 t
- Binnenschiffsklasse VIb: Länge max. 110–195 m; Breite max. 22,8 m; Tiefgang 2,5–4,5 m; Tonnage max. 6.400–12.000 t
- Binnenschiffsklasse VIc: Länge max. 280 m; Breite max. 22,8–34,2 m; Tiefgang 2,5–4,5 m; Tonnage max. 9.600–17.000 t

Die Brückendurchfahrtshöhe beträgt bei
- Binnenschiffsklasse VIa: 7,00 m bei Stapelhöhe von 2 Containern, 9,10 m bei Stapelhöhe von 4 Containern
- Binnenschiffsklasse VIb: 7,00 m bei Stapelhöhe von 2 Containern, 9,10 m bei Stapelhöhe von 4 Containern
- Binnenschiffsklasse VIc: 9,10 m, bei Stapelhöhe von 4 Containern